# Сен-Жюльен-дю-Гюа
Сен-Жюлье́н-дю-Гюа́ (фр. Saint-Julien-du-Gua, окс. Sant Julian dau Ga) — коммуна во Франции, находится в регионе Рона — Альпы. Департамент коммуны — Ардеш. Входит в состав кантона Сен-Пьервиль. Округ коммуны — Прива.
Код INSEE коммуны 07253.

## Население
Население коммуны на 2008 год составляло 177 человек.
| 1962 | 1968 | 1975 | 1982 | 1990 | 1999 | 2008 |
| ---- | ---- | ---- | ---- | ---- | ---- | ---- |
| 266  | 316  | 262  | 216  | 187  | 174  | 177  |

## Экономика
В 2007 году среди 98 человек в трудоспособном возрасте (15-64 лет) 69 были экономически активными, 29 — неактивными (показатель активности — 70,4 %, в 1999 году было 62,0 %). Из 69 активных работали 60 человек (33 мужчины и 27 женщин), безработных было 9 (7 мужчин и 2 женщины). Среди 29 неактивных 3 человека были учениками или студентами, 17 — пенсионерами, 9 были неактивными по другим причинам.